# Sylvie Gracia
Pour les articles homonymes, voir Gracia.
Sylvie Gracia, née le 16 juillet 1959 dans l'Aveyron, est une romancière, femme de lettres et éditrice française. Elle vit à Paris.

## Biographie
Sylvie Gracia est éditrice littéraire aux Ėditions L’Iconoclaste, après l’avoir été pendant vingt ans aux éditions du Rouergue, où elle a créé, puis animé, la collection de romans « La Brune », en même temps qu'elle assurait la direction des collections pour la jeunesse, dont « DoAdo ».
Autrice de sept romans dont Mes clandestines, paru en 2015, son propre travail d’écrivaine a été accueilli par Gallimard, d’abord dans la collection « L’Arpenteur », puis chez Verticales, Verdier, Actes Sud, dans la collection dirigée par Jacqueline Chambon. Son écriture la porte sur des sujets divers, du côté de l’intime, récits romancés ou à vif, au plus proche des réalités contemporaines, dont l’un d’entre eux, Le Livre des visages, est un journal tenu et publié sur Facebook, mêlant textes et photographies .

## Œuvres
- L'Été du chien, « L’Arpenteur », Gallimard, 1996
- Les Nuits d'Hitachi, « L’Arpenteur », Gallimard, 1999
- L'Ongle rose, Verdier, 2002
- Regarde-moi, Verticales, 2005
- Une parenthèse espagnole, Verticales, 2009
- Le livre des visages : Journal facebookien 2010-2011, Jacqueline Chambon, 2012
- Mes clandestines, Jacqueline Chambon, 2015